# Blues Beacon Records
Blues Beacon Records is een Duits blues-platenlabel. Het werd in het begin van de jaren zeventig opgericht door Matthias Winckelmann en Horst Weber met de bedoeling platen op te nemen van artiesten die in Europa toerden. Het heeft in die tijd platen uitgebracht van Robert Pete Williams, Little Brother Montgomery, Bukka White en Thomas Shaw. Hierna was het label jarenlang inactief. Tegenwoordig is het een sublabel van Enja Records, gespecialiseerd in jazz en wereldmuziek. Enja bracht op het label werk uit van onder meer Lillian Boutté en Nick Woodland. Ook heeft het verschillende vroege Blues Beacon-platen in zijn catalogus op cd. 